# Formateguss
Formateguss ist im Gegensatz zu Formguss, der sich an eine zuvor festgelegte Formgebung hält, das Gießen von Pressbolzen und Walzbarren. Das  kann im Strangguss geschehen und Vormaterial (daher die Bezeichnung Halbzeug) für die weitere Fertigung von Drähten, Rohren, Blechen und Profilen sein.